# Becket (Massachusetts)
Becket è un comune degli Stati Uniti d'America facente parte della contea di Berkshire nello stato del Massachusetts.